# Anthony Asquith
Anthony William Landon Asquith (Londres, 9 de noviembre de 1902-Londres, 20 de febrero de 1968) fue un director cinematográfico británico, hijo de Herbert Henry Asquith, primer ministro durante la I Guerra Mundial, y de Margot Asquith.
Se educó en el Winchester College y en el Balliol College de Oxford. Su primer éxito fue Pygmalion (1938), una adaptación de la pieza de George Bernard Shaw interpretada por Leslie Howard y Wendy Hiller. Conocido por su simpatía y homosexual no declarado, anduvo mezclado en el Escándalo Profumo y falleció a causa de un linfoma a los sesenta y cinco años de edad. 
Trató el género policiaco en A Cottage on Dartmoor (1929), y el documental en Tell England, sobre la Guerra de los Dardanelos. Triunfó en la adaptación cinematográfica de piezas teatrales tan típicamente inglesas como la ya citada Pygmalion (1938), The Importance of Being Earnest (1953), sobre la obra homónima de Oscar Wilde, y muchas otras, especialmente del dramaturgo Terence Rattigan. Hizo una obra maestra sobre la II Guerra Mundial, The Way to the Stars (1945), y abordó grandes temas con un estilo correcto, aunque algo académico: The Young Lovers (1954) y Orders to Kill (1958). 
Fue ante todo un gran director de actores y un gran adaptador de obras teatrales al medio cinematográfico. Entre sus obras maestras destacan además The Browning Version (La versión Browning, 1951) y The Winslow Boy (El caso Winslow, 1948), ambas sobre piezas teatrales de Terence Rattigan.
Fue tío abuelo de la actriz Helena Bonham Carter.

## Filmografía
- Shooting Stars (1927)
- Underground (1928)
- A Cottage on Dartmoor (1929)
- The Runaway Princess (1929), codirigida por Frederick Wendhouse
- Tell England (1931)
- The Lucky Number (1932)
- Dance Pretty Lady (1932)
- Unfinished Symphony (1934), codirigida por Willi Forst
- Moscow Nights (1935)
- Pygmalion (1938)
- Channel Incident (1940)
- French Without Tears/Coqueta hasta el fin (1940)
- Freedom Radio (1941)
- Quiet Wedding/Boda sosegada (1941)
- Cottage to Let (1941)
- Rush Hour (1941)
- Uncensored (1942)
- We Dive at Dawn (1943)
- The Demi-Paradise (1943)
- Two Fathers (1944)
- Fanny by Gaslight (1944)
- The Way to the Stars (1945)
- While the Sun Shines (1947)
- The Winslow Boy/Pleito de honor (1948)
- The Woman in Question (1950)
- La versión Browning (The Browning Version) (1951)
- The Importance of Being Earnest/La importancia de llamarse Ernesto (1952)
- The Final Test (1953)
- The Net (1953)
- The Young Lovers/Los jóvenes amasntes (1954)
- Carrington V.C. (1955)
- On Such a Night (1956)
- Orders to Kill/Orden de ejecución (1958)
- The Doctor's Dilemma (1958)
- Libel/La noche es mi enemiga (1959)
- The Millionairess/La millonaria (1960)
- Two Living, One Dead/Asalto a mano armada (1961)
- Guns of Darkness/Al final de la noche (1962)
- The VIPS/Hotel Internacional (1963)
- The Yellow Rolls-Royce/El Rolls Royce amarillo (1964)

## Premios y distinciones
Festival Internacional de Cine de Berlín
| Año  | Categoría                     | Película            | Resultado |
| ---- | ----------------------------- | ------------------- | --------- |
| 1951 | Oso de Bronce por Mejor Drama | La versión Browning | Ganador   |